# میوه‌بلوطی
 میوه‌بلوطی(نام علمی: Ariocarpus) نام یک سرده از تیره کاکتوس است.